# Livov
Livov (1927–1965 slowakisch auch „Ľvov“ – bis 1927 „Lvov“; ungarisch Kavicsos – bis 1907 Livó) ist eine Gemeinde im Osten der Slowakei mit 69 Einwohnern (Stand 31. Dezember 2024). Sie gehört zum Okres Bardejov, einem Kreis des Prešovský kraj, und wird zur traditionellen Landschaft Šariš gezählt.

## Geographie
Die Gemeinde befindet sich im Čergov-Gebirge am Oberlauf der Topľa. Das Ortszentrum liegt auf einer Höhe von 510 m n.m. und ist 24 Kilometer von Bardejov entfernt.
Nachbargemeinden sind Lukov im Norden, Kríže im Osten, Olejníkov im Süden und Livovská Huta im Westen.

## Geschichte
Livov wurde zum ersten Mal 1600 als Lyuo schriftlich erwähnt und gehörte zum Herrschaftsgebiet von Hertník. Im 17. Jahrhundert arbeitete hier eine Glashütte, im 18. Jahrhundert mehrere Wassersägen. 1787 hatte die Ortschaft 32 Häuser und 259 Einwohner, 1828 zählte man 83 Häuser und 632 Einwohner, die als Hirten, Hersteller von Schindeln, Balken und Trögen sowie als Viehhalter beschäftigt waren.
Bis 1918 gehörte der im Komitat Sáros liegende Ort zum Königreich Ungarn und kam danach zur Tschechoslowakei beziehungsweise heute Slowakei. In der ersten tschechoslowakischen Republik waren Waldarbeit und Säge Haupteinnahmequellen der Bevölkerung. Nach dem Zweiten Weltkrieg arbeitete ein Teil der Einwohner in Industriebetrieben in Städten wie Bardejov.

## Bevölkerung
| Jahr                | 1994 | 2004    | 2014     | 2024     |
| ------------------- | ---- | ------- | -------- | -------- |
| Anzahl der Personen | 108  | 105     | 85       | 69       |
| Unterschied         |      | −2,77 % | −19,04 % | −18,82 % |

| Jahr                | 2023 | 2024    |
| ------------------- | ---- | ------- |
| Anzahl der Personen | 68   | 69      |
| Unterschied         |      | +1,47 % |

Nach der Volkszählung 2011 wohnten in Livov 87 Einwohner, davon 69 Slowaken und 18 Russinen.
63 Einwohner bekannten sich zur griechisch-katholischen Kirche, 15 Einwohner zur römisch-katholischen Kirche, acht Einwohner zur orthodoxen Kirche und ein Einwohner war konfessionslos.

## Bauwerke
- griechisch-katholische Michaelskirche aus den Jahren 1835–41